# Vincent Nguyễn Mạnh Hiếu

Bischofswappen von Vincent Nguyễn

Vincent Nguyễn Mạnh Hiếu (* 8. Mai 1966 in Saigon) ist ein kanadisch-vietnamesischer Geistlicher und Weihbischof in Toronto.

## Leben
Vincent Nguyễn Mạnh Hiếu kam 1984 nach Kanada. Nach Abschluss seiner Highschool-Ausbildung in Toronto erhielt er 1991 einen Bachelor  in Elektrotechnik von der University of Toronto. Er erwarb 1998 einen Master in kanonischem Recht der Päpstlichen Universität Heiliger Thomas von Aquin (Angelicum) in Rom. Am 9. Mai 1998 empfing er die Priesterweihe.
Papst Benedikt XVI. ernannte ihn am 11. Juli 2011 zum Titularbischof von Ammaedara und Weihbischof in Toronto. Der Erzbischof von Toronto, Thomas Christopher Collins, spendete ihm am 10. September desselben Jahres die Bischofsweihe; Mitkonsekratoren waren John Anthony Boissonneau, Weihbischof in Toronto, und Peter Joseph Hundt, Bischof von Corner Brook und Labrador. Als Wahlspruch wählte er Ego Vobiscum Sum („Ich bin mit euch“).